# Toqui

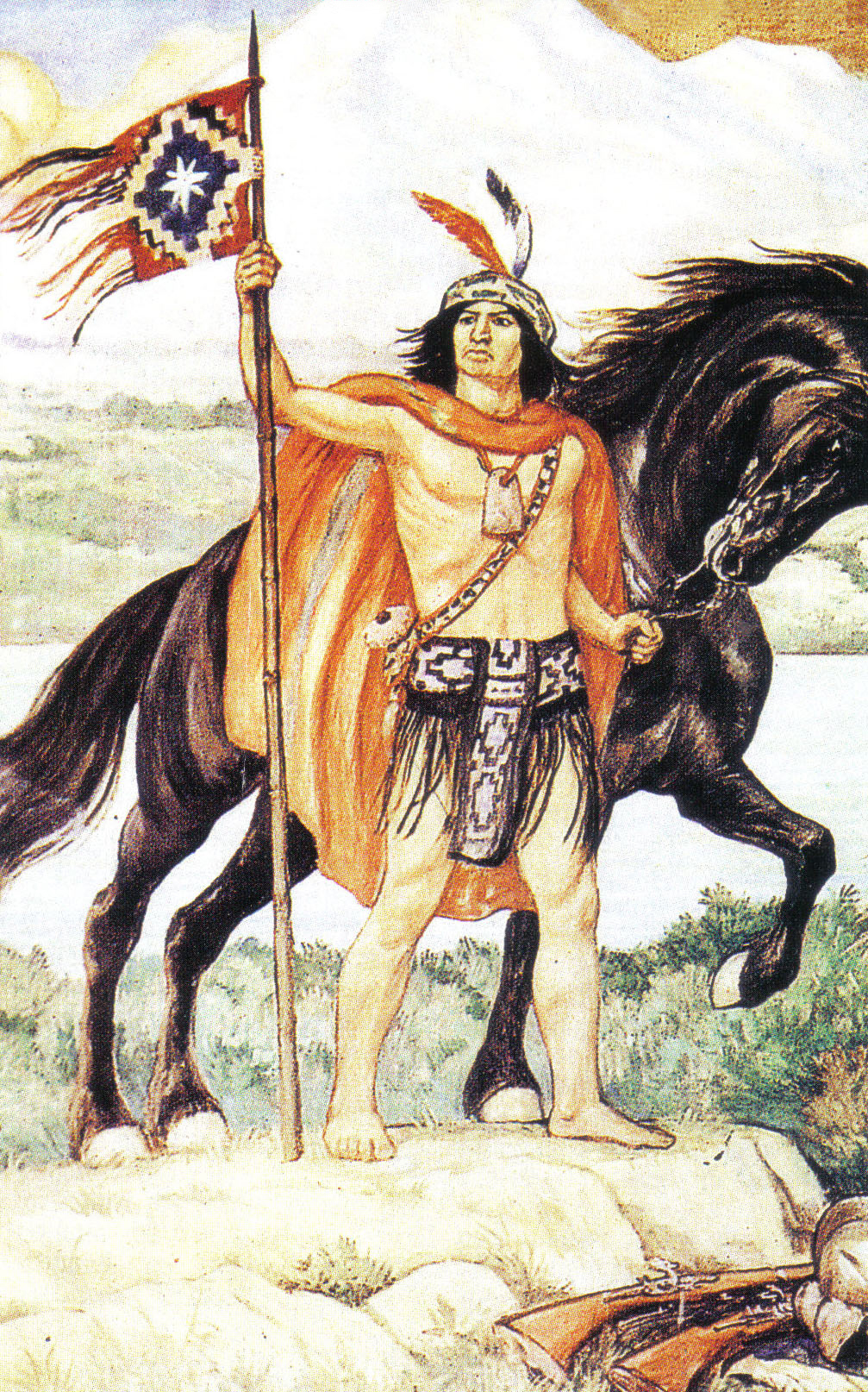
Der toqui Lautaro mit dem Axtkopf (auch toki genannt), der um seinen Hals hängt, als Abzeichen der Befehlsgewalt.

Toqui (von Mapudungun toki) ist der Titel, den die Mapuche ihren militärischen Führern gaben. Der Begriff wurde auch verwendet, um den steinernen Axtkopf zu bezeichnen, den die Mapuche-Häuptlinge als Befehlsabzeichen trugen.

## Beschreibung
Der Toqui wurde in einer Versammlung von Lonkos aus den verschiedenen im betreffenden Krieg verbündeten Clans gewählt, die sich zu einer Gruppe namens Rehue zusammenschlossen. Es handelte sich dabei nicht um ein lebenslanges oder erbliches Amt, sondern um ein Mandat, das so lange bestand, wie der Krieg oder die Ausnahmesituation andauerte oder die Vereinbarung zwischen den Lonkos, die ihn gewählt hatten, aufrechterhalten wurde.
Die Wahlmethode variierte, aber der Ruhm und die Kriegerfähigkeiten sowie die Redekunst der Kandidaten wurde berücksichtigt. Die in La Araucana überlieferte Version (die Wahl von Caupolicán durch ein Kräftemessen) ist nicht mehr allgemein anerkannt. 

### Der Mapu-toqui
In Zeiten großer Katastrophen wie Dürren, Epidemien, Invasionen oder anderen großen Problemen, die ein großes Gebiet betrafen, wurden die aillarehue gebildet, eine kleine Konföderation von neun Rehues, deren Oberhaupt der Mapu-Toqui (Militärchef eines Gebiets im Kriegszustand) war. Die Aillarehues erlangten große Bedeutung in der Auseinandersetzung mit den Spaniern.

### Der große Toqui
Durch den Kampf gegen die spanischen Eroberer waren die Mapuche gezwungen, Bündnisse zwischen mehreren Aillarehues zu schließen. Diese Allianzen wurden „Butalmapus“ bzw. „Kriegsgebiete“ genannt. Der Häuptling eines jeden Butalmapu wurde von den Toquis gewählt; die Spanier nannten ihn den „großen Toqui“.

## Toquis bis zu der Ankunft der Spanier im 18. Jahrhundert

Vermuteter Toquis-Banner, basierend auf Darstellungen

Die folgenden caciques waren Toquis:
- Malloquete[2] 1546 †
- Aillavillú 1550 †
- Lincoyán 1551–1553
- Lautaro 1554–1557 †
- Caupolicán 1557–1558 †
- Caupolicán II 1558 †
- Illangulién (Antiguenu) 1559–1564 †
  - Loble[3] oder Antunecul[4] Vize-Toqui 1563–1565
- Paillataru 1564–1574
  - Llanganabal
  - Millalelmo
- Paynenancu (Alonzo Díaz) 1574–1583 †
- Cayancura 1584–1585
- Nongoniel 1585 †
- Cadeguala 1585–1586 †
- Guanoalca 1587–1590
- Quintuguenu 1591 †
- Paillaeco 1591 †
- Paillamachu 1592–1603
  - Pelantaro Vize-Toqui
  - Millacolquin Vize-Toqui
- Huenecura 1604–1610
- Aillavilu II 1610
- Anganamón, Ancanamon oder Ancanamun 1612–1613
- Loncothegua 1613–1621
- Lientur 1621–1629
- Butapichón 1629–1631
- Quepuantú 1631–1632 †
- Butapichón 1632–1634 †
- Huenucalquin 1634–1635 †
- Curanteo 1635 †
- Curimilla 1635–1639 †
- Lincopinchon 1640–1641
- Clentaru 1655–1656
- Mestizo Alejo 1656–1661 †
- Misqui 1661 †
- Colicheuque 1663 †
- Udalevi 1664–1665 †
  - Calbuñancu Vize-Toqui 1664–1665 †[5]
- Ayllicuriche 1672–1673 †
- Millalpal (Millapán) 1692–1694
- Vilumilla 1722–1726
- Curiñancu 1766–1774
  - Leviantu Vize-Toqui[6]

† In der Schlacht getötet oder wegen Rebellion hingerichtet.

## Rezeption
Rubén Darío widmet diese Verse in seinem Sonett "Caupolicán" der Figur des Toqui: 
"El toqui, el toqui, el toqui, clama la conmovida casta."
Anduvo, anduvo, anduvo, la aurora dijo: "Basta"
e irguióse la alta frente del gran Caupolicán."

## Referenzen
1. ↑  Eyzaguirre Portales, José Ignacio Víctor: Historia eclesiástica: Política y literaria de Chile, Imprenta del Comercio. Lista de Toquis, Valparaíso Juni 1830, S. pp 162–163, 498–500.
2. ↑  de Vivar, Jerónimo: Crónica y relación copiosa y verdadera de los reinos de Chile. Capítulo LXVI.
3. ↑  de Vivar, Jerónimo: Crónica y relación copiosa y verdadera de los reinos de Chile. Capítulo LXVI.
4. ↑  Carvallo y Goyeneche, Vicente: Descripción Histórico Geografía del Reino de Chile. Kapitel L.
5. ↑   Gay, Claudio, Historia física y política de Chile Tomo III, Capítulo XXVII, En casa del autor, Paris, 1848
6. ↑  Claudio Gay, Historia fisica y política de Chile, Toma IV, Capítulo XVIII, En casa del autor, Paris, 1848, p. 223